# Гуљелмо Боканегра
Гуљелмо Боканегра (XIII век-1339?), био је капетан народа Ђенове (1260—1339). Током његове владавине комуна у Ђенови је била на врхунцу, па га историчари називају Гуљелмо Велики. Припадао је моћној ђеновешкој породици.

## Биографија
Гуљелмо је био председник Демократске странке. Дошао је на власт 1257. после устанка против гвелфа. Он је био моћан владар, првенствено захваљујући чињеници да је Ђенова у економском смислу добро стајала. Године 1261. помогао је никејском цару Михајлу VIII Палеологу да свргне Балдуина II Куртенеа. Гвелфи су га свргнули 1262., па је морао побећу Француску где је и умро.